# Lasioglossum hiemale
Lasioglossum hiemale är en biart som först beskrevs av Cockerell 1926.  Lasioglossum hiemale ingår i släktet smalbin, och familjen vägbin. Inga underarter finns listade i Catalogue of Life.